# (32548) 2001 QU18
2001 QU18 (asteroide 32548) é um asteroide da cintura principal. Possui uma excentricidade de 0.11909710 e uma inclinação de 10.59415º.
Este asteroide foi descoberto no dia 16 de agosto de 2001 por LINEAR em Socorro.